# باشگاه فوتبال کروک تاون
باشگاه فوتبال کروک تاون (به انگلیسی: Crook Town Association Football Club) یک باشگاه فوتبال در شهر کروک، کانتی دورهام، کشور انگلستان است که در سال ۱۸۸۹ میلادی تأسیس شده ‌است.